# Юрген Рютгерс
Юрген Рютгерс (на немски: Jürgen Rüttgers) е германски политик, министър-председател на провинция Северен Рейн-Вестфалия, Германия, представител на Християн-демократическия съюз.

## Биография
Юрген Рютгерс е син на майстор електротехник. Завършва право през 1978 г. На 22 юни 2005 г. е избран за министър-председател на Северен Рейн-Вестфалия. Женен е и живее със семейството си в град Пулхайм.

## За него
- Volker Kronenberg, Jürgen Rüttgers. Eine politische Biographie. Olzog, München 2008, ISBN 978-3-7892-8203-4.